# Rolf Tasna
Rolf Tasna (eigentlich Rolf Hohenemser; * 11. Dezember 1920 in Braunschweig; † 11. Dezember 1997 in Bologna) war ein deutsch-italienischer Schauspieler.

## Leben
Tasna wurde in Deutschland als Sohn von Ernst Hohenemser und seiner Frau Helly Steglich-Hohenemser geboren, kam jedoch mit seiner Familie im Alter von drei Jahren nach Italien, wo sie auch Wurzeln hatte. Nach einem Abschluss in Philosophie arbeitete Tasna für das Radio (als Schauspieler und Regisseur) und für den Film (ebenfalls als Schauspieler und als Synchronsprecher). Zwischen 1952 und 1975 war er in knapp zwanzig Filmen zu sehen, darunter sowohl Ausstattungsfilme (Zwei Nächte mit Kleopatra, Regie Mario Mattòli, 1953, oder Siegfried – Die Sage der Nibelungen von Giacomo Gentilomo (1957)) als auch Dramen (Die Eingeschlossenen von Vittorio De Sica (1962), Das Lächeln des großen Verführers von Damiano Damiani (1974)) und Komödien (Kanonenserenade von Wolfgang Staudte (1958) und Attenti al buffone von Alberto Bevilacqua (1975)). Als Synchronsprecher wurde er – auch wegen seiner Deutschkenntnisse – als Sprecher zahlreicher Offiziere in Kriegsfilmen engagiert. Man hörte ihn auf Rollen von John Wayne, Charlton Heston, George Sanders, Georges Marchal, Howard Keel, Toshirō Mifune und Karl Schönböck.
Bereits in den 1950er Jahren entdeckte Tasna das Fernsehen als weiteren Arbeitsbereich. Seine Aufgaben umfassten Wissenschaftssendungen wie Quarta dimensione und Telescuola ebenso wie in Komödien und Dramen, die von der RAI gezeigt wurden. Ende der 1960er Jahre war er der Erzähler der Serie Processi a porte aperte. Große Bekanntheit erlangte er auch als Werbeträger für einen Magenbitter; der Clip wurde oftmals im sehr erfolgreichen Programm Carosello gesendet.
Das Wort tasna bedeutet im Ladinischen "Größe".

## Hörspiele der RAI
- Il cantastorie dei mari del sud, von Robert Louis Stevenson, Regie Anton Giulio Majano, gesendet am 19. Januar 1951
- Il cavaliere di Seingalt, nach Giacomo Casanova, Regie Guglielmo Morandi, gesendet il 28. Oktobee 1951.

## Filmografie (Auswahl)
- 1952: La fiammata
- 1953: Zwei Nächte mit Kleopatra (Due notti con Cleopatra)
- 1953: Era lei che lo voleva
- 1954: Appassionatamente
- 1954: Guai ai vinti
- 1955: Die schönste Frau der Welt (La donna più bella del mondo)
- 1955: Der Wunderknabe (Bravissimo)
- 1956: Il suo più grande amore
- 1958: Siegfried – Die Sage der Nibelungen (Sigfrido)
- 1958: Kanonenserenade (Pezzo, capopezzo e capitano)
- 1961: Il pianeta degli uomini spenti
- 1962: Die Eingeschlossenen (I sequestrati di Altona)
- 1966: Die Black-Box-Affäre (Black box affair: il mondo trema)
- 1967: Il complotto di luglio
- 1973: Das Lächeln des großen Verführers (Il sorriso del grande tentatore)
- 1974: Attenti al buffone